# Уканаль
Уканаль (исп. Ucanal) — городище цивилизации майя, расположенный рядом с истоком реки Белиз в департаменте Эль-Петен, на севере Гватемалы.

## История
Древнее название государства Уканаля — Канвицнал (K'anwitznal), древнее название самого Уканаля — Канвиц, его первым известным правителем был Ахав-Кук. У города были прочные связи с Тикалем, а в VII веке — с Караколем.
С сентября по декабрь 693 года Уканаль подвергся нападению царицы Наранхо Иш-Вак-Халам-Чан. 1 февраля 695 года правитель Уканаля Кинич-Кэб («Щит-Ягуар») был схвачен в плен Иш-Вак-Чан-Ахав. Кинич-Кэб находился в Наранхо до 22 июня 712 года. После этого Уканаль стал вассалом Наранхо.
12 февраля 760 года правитель Уканаля Кинич-Кэб II посетил город Сакуль и наблюдал, как царь Сакуля Чиель получает свой манекен-скипетр, символ власти.
10 мая 780 года состоялось сражение Уканаля и Ишкуна.
В 800 году правитель Караколя Кинич-Хой-Кавиль захватил в плен правителя Уканаля. В течение следующих десятилетий майя-метисы говорящие на языке майя/пипиль из Путуна заполнили власть Уканаля. Они не поклонялись Кукулькану (верховному божеству в мифологии майя).
В 817 году Мутуль потерпел поражение от коалиции Караколя и Уканаля.
В 830 году правитель Уканаля Чан-Эк-Хопет поставил на должность царя Сейбаля Ватуль-Чателя, который стал его вассалом. Также, Чан-Эк-Хопет упомянул его на стеле 11.

## Известные правители
- Ахав-Кук
- Кинич-Кэб (правил в конце VII века)
- Кинич-Кэб II (во второй половине VIII века)
- Чан-Эк-Хопет (в первой половине IX века)
- Ицамнах-Балам[англ.] (между 608 и 702 годами)

## Описание
В Уканале есть два искусственных ирригационных канала: первый имеет длину 420 метров, второй 370, ширина обоих 7 метров. На основной площади находится 114 строений и не менее 150 жилых групп. Есть несколько храмов и дворцов, а также 2 игровые площадки для игры в мяч. Всего в городе 22 стелы и 16 алтарей, но большинство стел были разрушены захватчиками из Наранхо. Охраняемая территория охватывает 1 квадратную милю (2.6 км²).

## Внешние ссылки
- Proyecto Arqueologico Ucanal